# 所職
所職（しょしき）とは、官職・不動産をはじめ様々な経済的な収益権が付随され、財産として譲渡・売買・質入などの対象となった職。

## 概要
本来、職とは官職などが受け持つ職務のことを指していたが、職には職務に対する報酬として、在任中には給田・給名が支給され、職を退くと給付者によって没収されていたことから、職は土地（所）の給付を含めた経済的収益権と表裏一体のものと考えられ、後には一種の財産権とみなされるようになった。10世紀以後、荘園や寺院、国衙の在庁官人の間で様々な職（所職）が形成されるようになった。時代が下るにつれて実際の職務と関係なく、譲渡（相続を含む）・売買・質入が行われるようになり、更には地頭の設置に伴う地頭職の確立や名主・作人における名主職・作職の発生など、新たな所職が登場するようになり、中世を通じて経済的活動の対象となった。